# Kirche von Grötlingbo

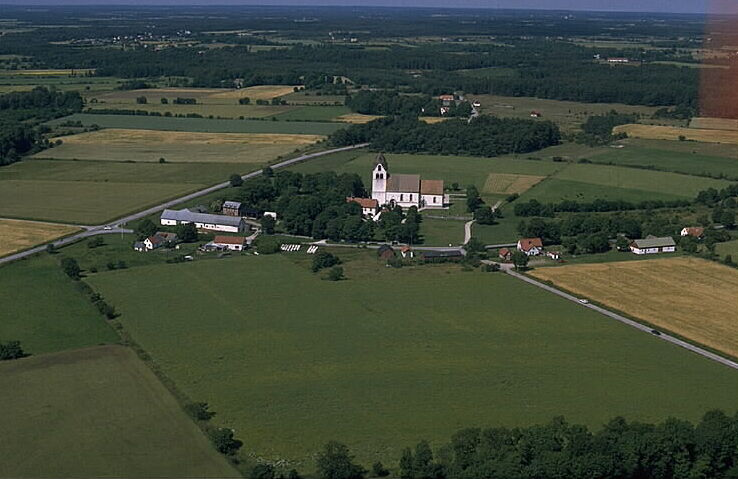
Kirche von Grötlingbo

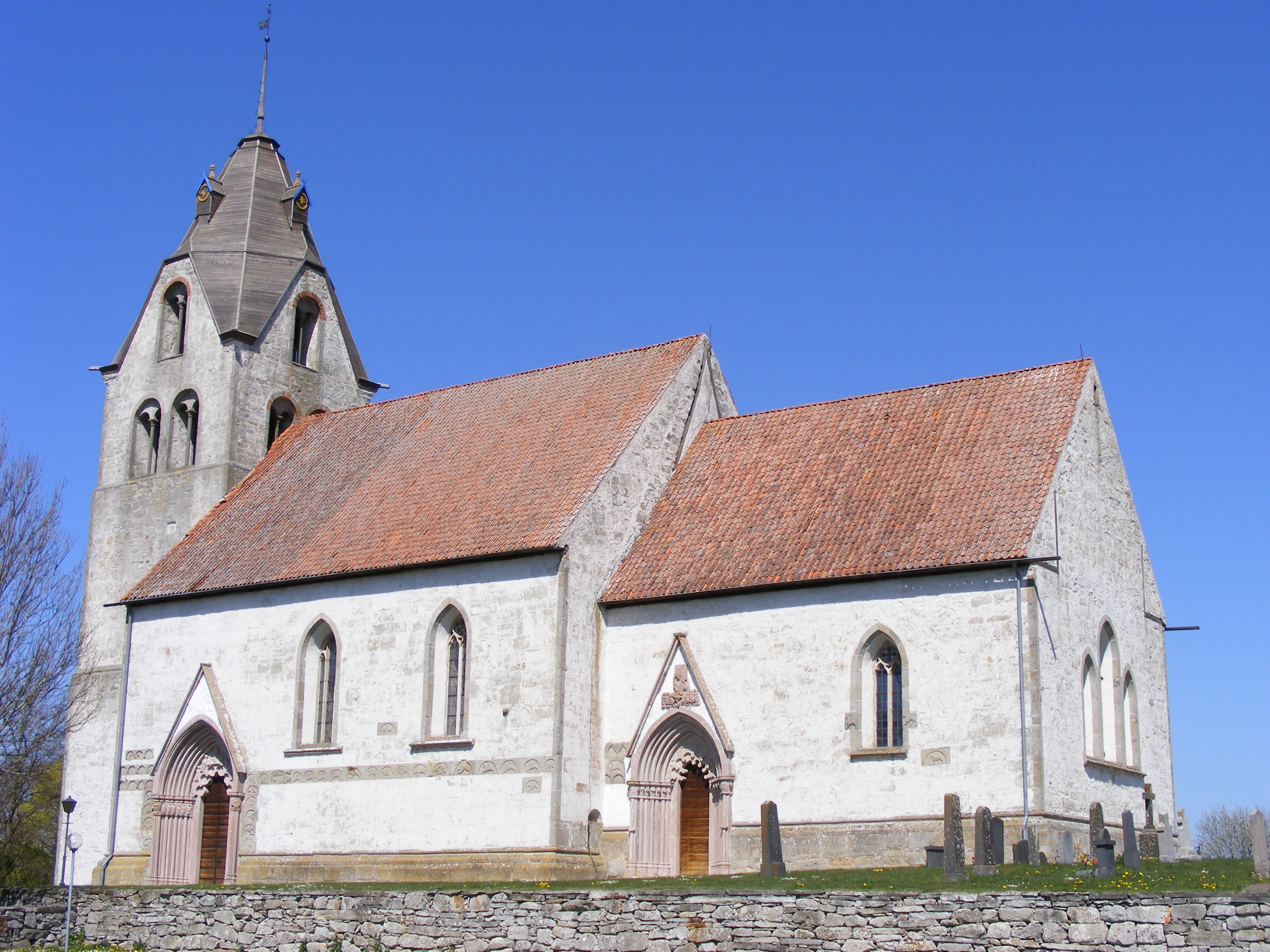
Kirche von Grötlingbo

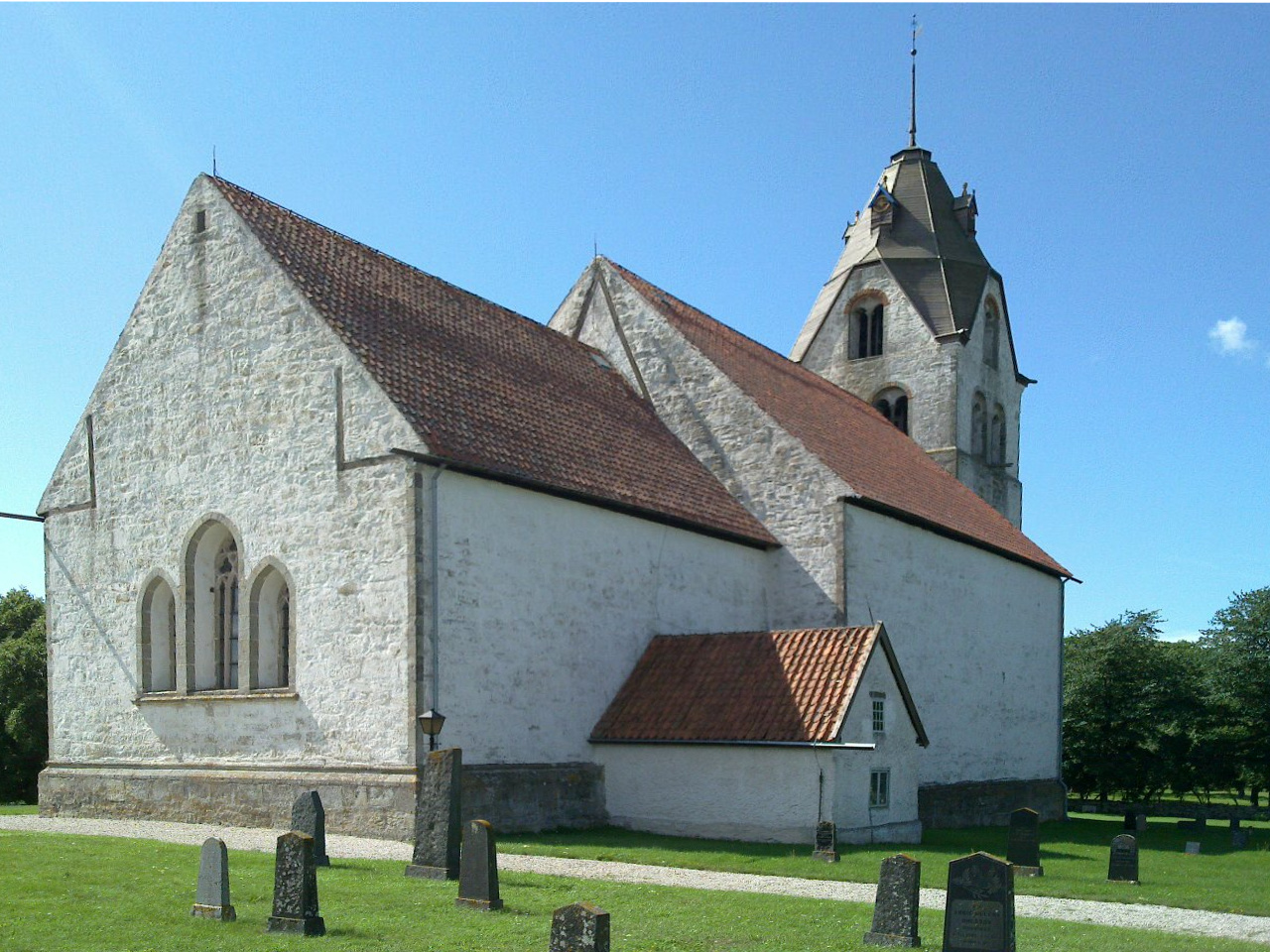
Kirche von Nordosten

Die Kirche von Grötlingbo (schwedisch Grötlingsbo kyrka) ist eine Landkirche, die zum Kirchspiel (schwed. Socken) in der Kirchengemeinde (schwed. församling) Havdhem im Bistum Visby gehört. Sie liegt 56 km südlich von Visby und 11 km südlich von Hemse auf der schwedischen Insel Gotland.

## Geschichte
Einer 1296 ausgestellten päpstlichen Bulle zufolge war die Kirche dem Evangelisten Lukas geweiht. Diese Kirche von etwa 1200 war eine bedeutend kleinere romanische Sandsteinkirche, von der unter dem Fußboden der heutigen Kirche Mauerreste gefunden wurden. Ihre fein gehauenen Sandsteinblöcke wurden in der Südfassade der Nachfolgekirche wieder verwendet. Die meisten zeigen Jagd- und Kampfmotive. Möglicherweise flossen Motive aus den Heldensagen ein. Die Reliefs ermöglichen es, die Kirche als Werk des Steinmeisters Sighraf zu bestimmen. Er hat auch die im Triumphbogen aufgestellte, gut erhaltene Taufe gehauen, deren zierliche Reliefs die Kindheit Jesu schildern. Die primitiven Reliefs am Westportal entsprangen einer anderen Hand. An die romanische Steinkirche wurde in der ersten Hälfte des 13. Jahrhunderts der heutige Turm angefügt. Die mit aufgemalten Uhren geschmückte Turmspitze entstand Ende des 18. Jahrhunderts. Die lateinische Inschrift der Glocke, die eine der ältesten Gotlands ist, besagt, dass sie 1384 zu Ehren des Hl. Lukas gegossen wurde.
Das heutige Langhaus und der Chor wurden Mitte des 14. Jahrhunderts unter der Leitung des Meisters „Egypticus“ errichtet. Seine charakteristischen feixenden Gesichtsmasken erscheinen am deutlichsten an den Kapitellbändern der Langhausportale. Das Tympanon wird von Reliefs geschmückt, die die Madonna und das Jesuskind sowie einige Heilige darstellen, denen man auch in den Malereien am Chorgewölbe begegnet. Das gleichartige, jedoch stärker ornamental geschmückte Chorportal zeigt im Wimperg eine Darstellung der Auferstehung Christi.
Der Kirchenraum ist eine dreischiffige Halle mit vier kräftigen Rundpfeilern und in seiner geschlossenen Form außerordentlich wirkungsvoll. Eine Eigenart der gotländischen Architektur zeigt sich daran, dass die Nordwand keine Fenster besitzt.

## Ausstattung
Im Chor befinden sich Gewölbe-Wandmalereien aus der Mitte des 14. Jahrhunderts. Über dem Mittelfenster sieht man eine klassische Deësis: Christus als Weltenrichter mit Maria und Johannes dem Täufer. Drachen und Ranken im östlichen Gewölbe symbolisieren den Kampf zwischen Gut und Böse. Im westlichen Gewölbe ist wieder der Weltenrichter dargestellt, hier assistiert von Maria mit dem Jesuskind, Johannes dem Täufer und dem Hl. Olof.
Die Glasmalereien im Chorfenster entstammen derselben Zeit wie die Kalkmalereien. Die etwas avancierteren Apostelfiguren der Seitenfenster, die einen anderen Stil aufweisen als die neutestamentlichen Szenen des Mittelfensters, könnten jüngeren Datums sein.
Mittelalterliche Inventarstücke gibt es kaum. Außer der Taufe des Meisters Sighraf und einigen mit Runen versehenen Grabsteinen, die sich im Chor befinden, ist das in der Mitte des 13. Jahrhunderts für die ältere Kirche angeschaffte Triumphkreuz erhalten. Zwei schwer beschädigte Holzplastiken, die den Hl. Olof und den Hl. Lukas darstellen, werden im Museum Gotlands Fornsal in Visby aufbewahrt.
Aus der Nachreformationszeit stammt die Kanzel von 1548, die älteste erhaltene Gotlands. Sie wurde ursprünglich der Marienkirche in Visby von dem dänischen Lehnsherrn Eiler Hardenberg und seiner Frau gestiftet. Der Baldachin stammt aus dem späten 17. Jahrhundert. Der Altaraufsatz, eine Sandsteinarbeit aus dem Jahre 1699 mit Malereien von Jacob Andersson Blass ist von einfacher Art.
Das Gestühl stammt aus dem Jahre 1710, die Malereien auf den Banktüren wurden in den 1740er Jahren ausgeführt. Sie besitzen aufgrund ihrer Zuweisungen (Frauen, Männer, Kronkommissar, Pastorenfrau etc.) abweichendes Dekor.
Die Kirche wurde 1956/57 nach Plänen des Domkirchenarchitekten Eiler Greebe restauriert. Eine äußere Restaurierung wurde 1986/87 durchgeführt. 1989 wurde der Turmraum durch eine Glaswand als Gottesdienstraum abgeteilt, der vor allem im Winterhalbjahr genutzt wird.

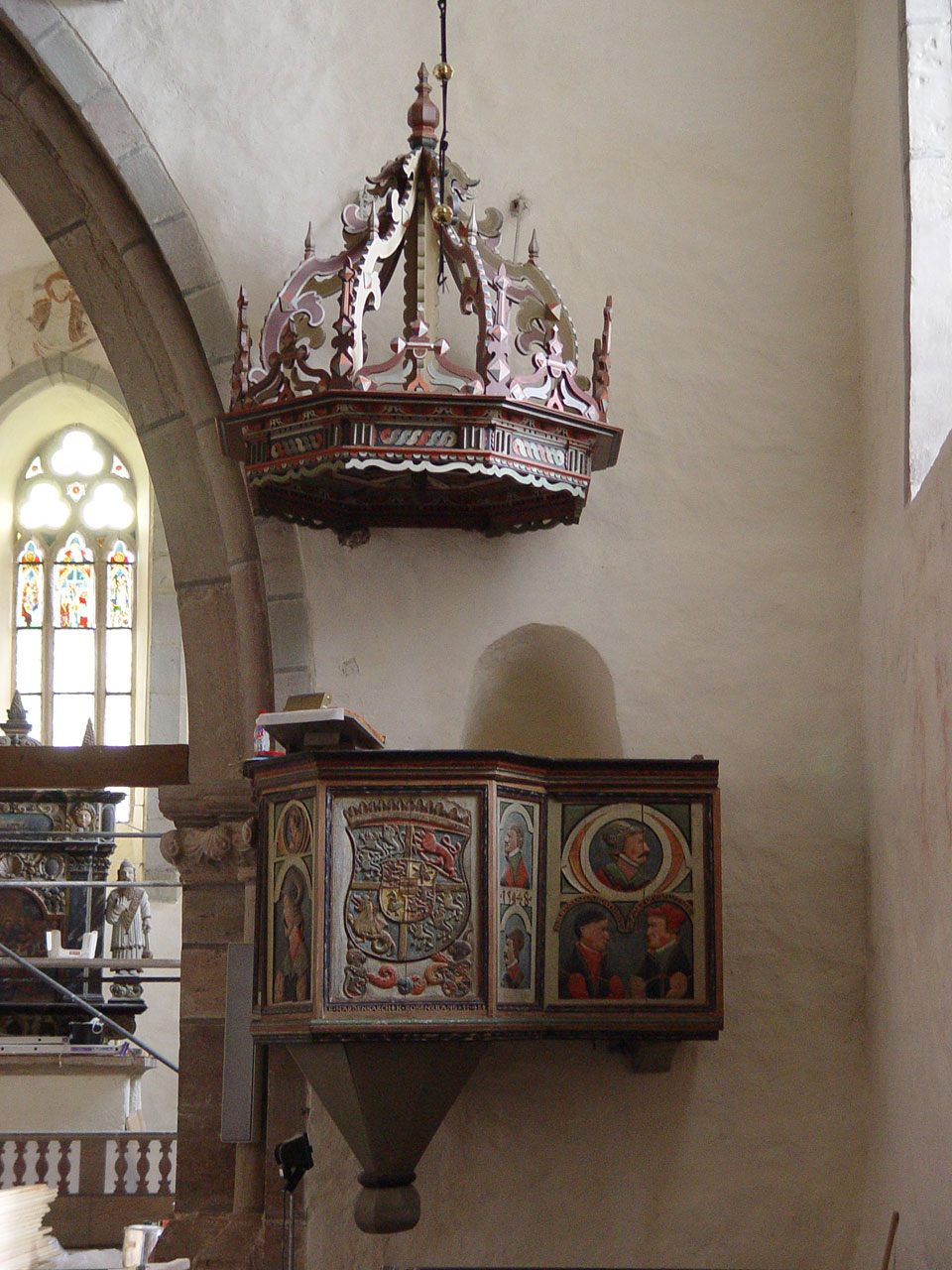
Kanzel von 1548
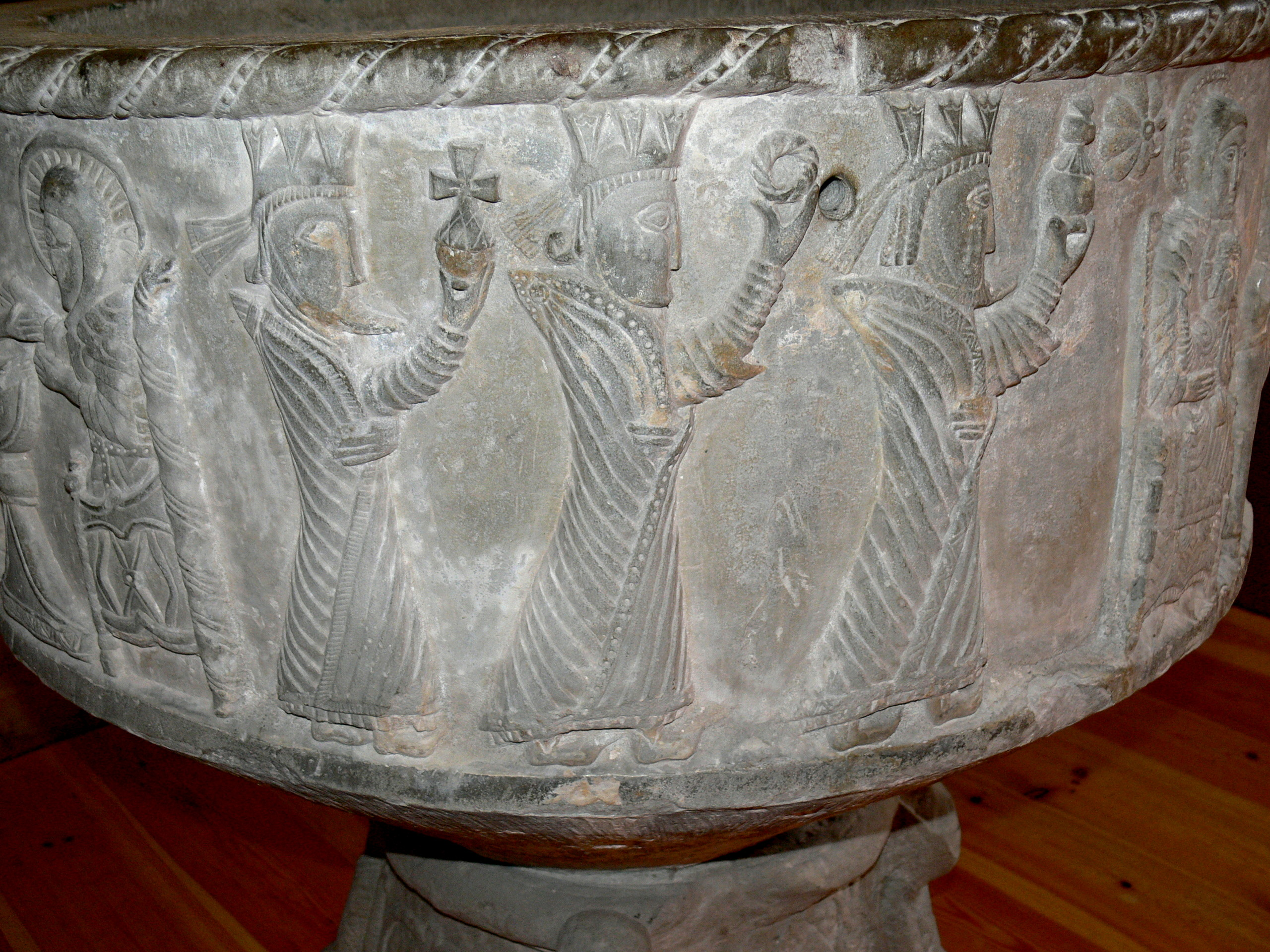
Die Weisen aus dem Morgenland auf dem Taufstein von Meister Sighraf
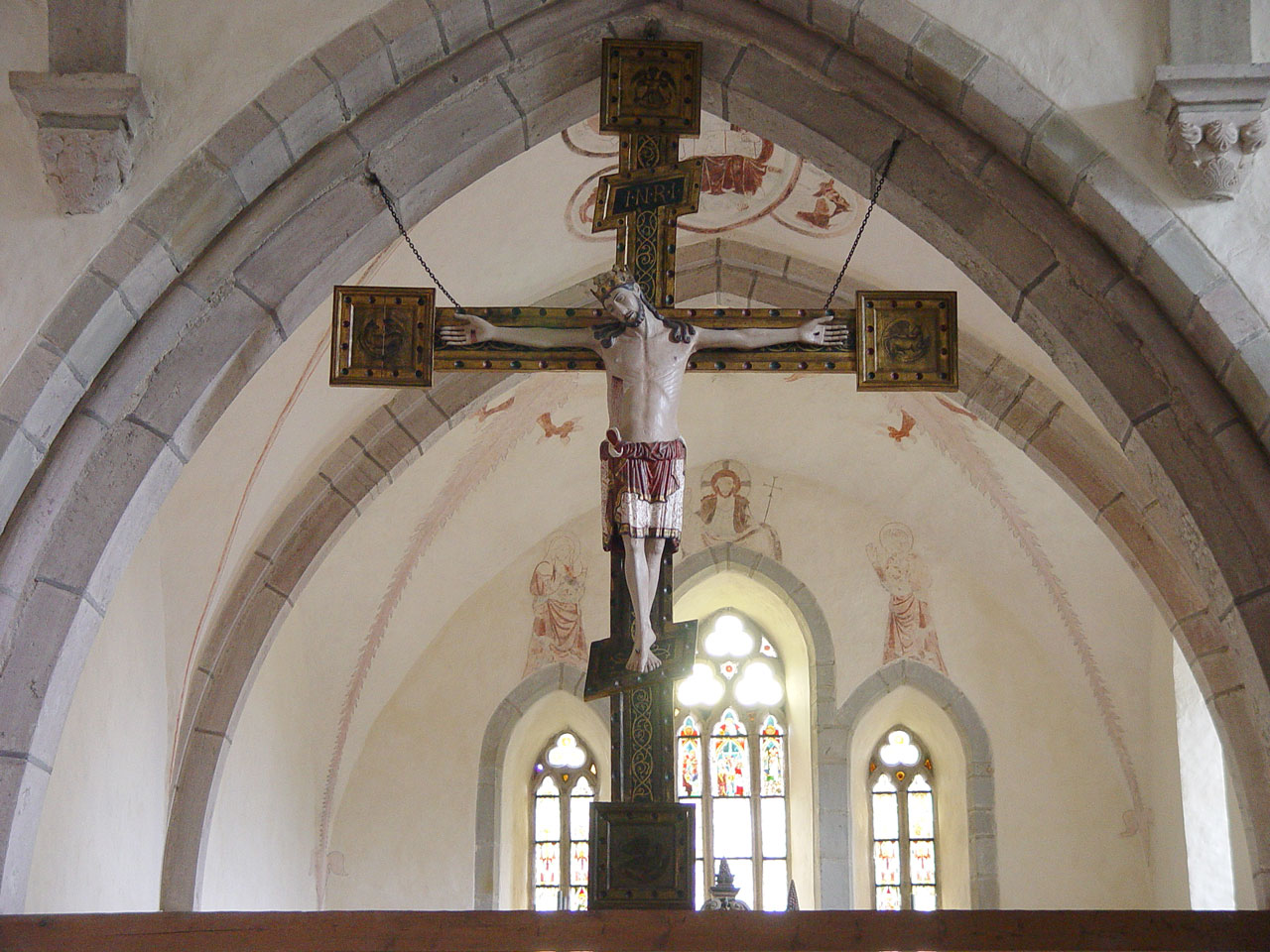
Triumphkreuz aus dem 14. Jahrhundert